# Rugby Challenge 2
Rugby Challenge 2 (транскр. Рагби челенџ 2) јест рагби симулацијска видео-игра, развијена од стране фирме „Sidhe”, а објављена од стране фирме „Tru blu entertainment”. Објављена је у јуну 2013. за рачунаре, PlayStation 3 и Xbox 360. Игра је насловљена All Blacks Rugby Challenge 2: The Lions Tour Edition на Новом Зеланду, Wallabies Rugby Challenge 2: The Lions Tour Edition у Аустралији, Jonah Lomu Rugby Challenge 2 у Француској и Rugby Challenge 2: The Lions Tour Edition у осталим државама широм света.